# تپه قلات کانی اسپی
تپه قلات کانی اسپی مربوط به هزاره اول قبل از میلاد - دوره پارت - دوره ساسانیان است و در شهرستان اشنویه، بخش مرکزی، دهستان دشت بیل، روستای کانی اسپی واقع شده و این اثر در تاریخ ۲۸ شهریور ۱۳۸۶ با شمارهٔ ثبت ۱۹۶۰۲ به‌عنوان یکی از آثار ملی ایران به ثبت رسیده است.